# In ginocchio da te
In ginocchio da te è un film sentimentale del 1964 diretto da Ettore Maria Fizzarotti che si ispira all'omonima canzone di Gianni Morandi, il quale è anche interprete del personaggio protagonista. Durante il film Morandi canta diversi suoi brani di successo.
Fu proprio durante le riprese del film che nacque l'amore tra Morandi e la Efrikian (che si sposarono due anni dopo).
È il primo titolo di una trilogia che proseguirà con Non son degno di te e Se non avessi più te.

## Trama
Gianni Traimonti, giovane con ottime qualità canore proveniente da un paese contadino della provincia di Bologna, parte per Napoli per svolgere il servizio militare. Qui si innamora di Carla, la figlia del suo maresciallo, che, assieme alla madre, lavora nella sartoria presso la quale il sottufficiale manda i soldati a farsi aggiustare le divise.
Il padre di Carla si oppone alla storia d'amore e cerca di capire quale sia lo spasimante che esce di sera con la figlia, anche tenendo le sue reclute in consegna.
Gianni vince cinque giorni di licenza premio ad un concorso canoro, ma viene conquistato durante una festa dal fascino di Beatrice, l'avvenente sorella di Giorgio, un suo benestante commilitone, e si lascia convincere a trascorrere con lei la licenza premio, da soli, sulle isole Eolie.
Tornato a Napoli, è pronto ad un matrimonio riparatore, ma si rende presto conto che la sua avvenente amante lo considera semplicemente una delle sue tante avventure. Gianni torna da Carla, che però lo lascia, risentita dal tradimento.
Gianni, approfittando di un'audizione alla RAI, canta in diretta In ginocchio da te, e riconquista il cuore della fidanzata.

## Canzoni
Durante il film vengono cantate diverse canzoni, all'epoca famose. Tra gli interpreti primeggia Gianni Morandi, in veste del protagonista; il gruppo che lo accompagnava negli spettacoli, i Meteors, cantano la canzone con cui avevano vinto pochi mesi prima il Festival degli sconosciuti di Ariccia, Insieme a voi. Queste le canzoni (in ordine di esecuzione):
- Gianni Morandi: Che me ne faccio del latino; (testo di Luciano Beretta e Marcello Marchesi; musica di Mario Bertolazzi)
- Gianni Morandi: Fatti mandare dalla mamma a prendere il latte; (testo di Franco Migliacci; musica di Luis Bacalov)
- Gianni Morandi: 'O marenariello; (testo di Gennaro Ottaviano; musica di Salvatore Gambardella; edizioni musicali Bideri)
- Gianni Morandi: 'O sole mio; (testo di Giovanni Capurro; musica di Eduardo Di Capua; edizioni musicali Bideri)
- Gianni Morandi: Se puoi uscire una domenica sola con me; (testo di Giancarlo Guardabassi; musica di Bruno Zambrini)
- Nino Taranto: 'O coscritto 'nammurato; (testo di Gigi Pisano; musica di Giuseppe Cioffi; edizioni musicali La Canzonetta)
- i Meteors: Insieme a voi; (testo di Carlo Rossi; musica di Guido Podestà; i Meteors eseguono la canzone mascherati)
- Gianni Morandi: Non son degno di te; (testo di Franco Migliacci; musica di Bruno Zambrini)
- Gianni Morandi: Ho chiuso le finestre; (testo di Franco Migliacci; musica di Luis Bacalov)
- Gianni Morandi: In ginocchio da te; (testo di Franco Migliacci; musica di Bruno Zambrini)

## Ambientazione
Gran parte del film è girato a Napoli e fornisce alcune ambientazioni dell'epoca, tra le quali il lungomare, con la fontana del Gigante del Bernini. Da alcune inquadrature girate al parco Virgiliano, a Posillipo è possibile vedere l'allora attiva Italsider di Bagnoli, in particolare il pontile Nord, all'epoca attrezzato con gru, che dal 2006 è stato restaurato e trasformato in area pedonale. Sono anche visibili le attrazioni e le giostre della Villa Comunale e gli studi RAI a Fuorigrotta.